# فيضان بازلت إثيوبيا-اليمن القاري

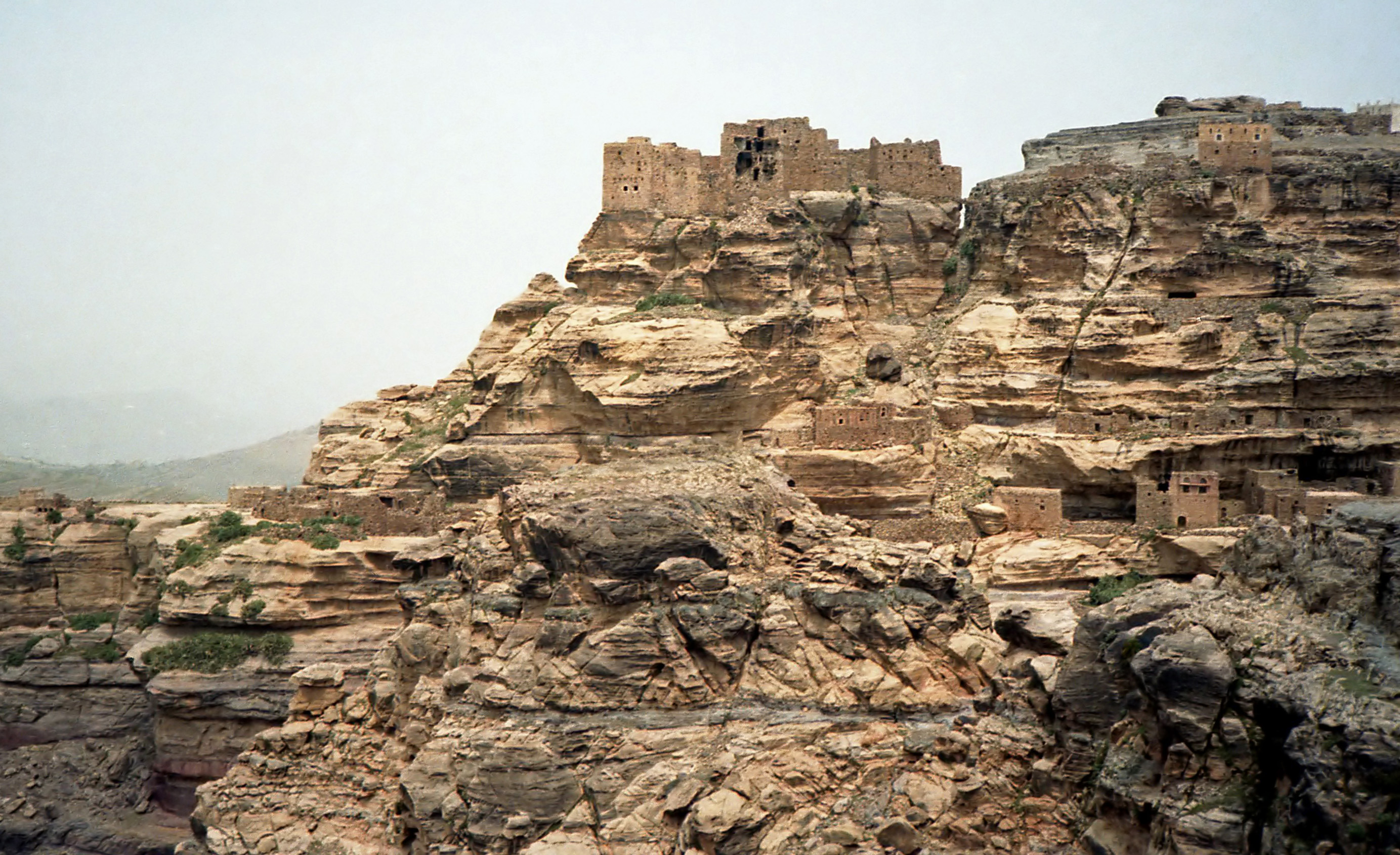
شبام كوكبان، اليمن، جزء من فيضانات البازلت

اندلعت الفيضانات البازلتية القارية بين إثيوبيا واليمن خلال العصر الأوليغوسيني. وغطت مساحة حوالي 600,000 كم2 في اليمن وإثيوبيا، ويقدر حجم المواد الناتجة بأكثر من 350,000 كم3.  وهي مرتبطة بعمود عفار وبدء التصدع في جنوب البحر الأحمر وخليج عدن. 
في إثيوبيا، تغطي البازلت الفيضية سطح تآكل قديم مع مناطق مسطحة أو سهول.   أدى دفن الحمم البركانية للأسطح القديمة إلى الحفاظ على تربة اللطريط في كل من اليمن وإثيوبيا. 

## التكوين
تظهر طبقات الحمم في إثيوبيا واليمن اختلافات منهجية في التركيب رأسياً وجانباً. معظم الحمم عبارة عن بازلت، ولكن تلك الأقرب إلى مثلث عفار تكون عالية جدًا من البازلت والبيكريت الانتقالي من التيتانيوم، ويمر إلى الخارج إلى البازلت الثوليتي عالي التيتانيوم وأخيرًا إلى البازلت الثوليتي منخفض التيتانيوم. التسلسل هو أيضًا مثال على البراكين ثنائية النسق ويحتوي الجزء العلوي عادةً على كميات كبيرة من الحمم الريوليتية. 